# Fortuna (Willemstad)
Fortuna – dzielnica (wijk) miasta Willemstad w dystrykcie Willemstad, w kraju autonomicznym Curaçao, należącym do Holandii, w Ameryce Południowej. 20 października 2023 r. liczyła 3237 mieszkańców.  

## Osady
W skład dzielnicy wchodzi pięć osad (buurt):
| Lp. | Nazwa         | Powierzchnia km² | Liczba mieszkańców |
| --- | ------------- | ---------------- | ------------------ |
| 1.  | Fortuna Abou  | 0,33             | 236                |
| 2.  | Fortuna Ariba | 0,38             | 262                |
| 3.  | Papaya Abou   | 0,16             | 122                |
| 4.  | Serʼi Papaya  | 0,90             | 1761               |
| 5.  | Seru Fortuna  | 0,50             | 896                |